# الشطين (تعز)
الشطين هي إحدى قرى الجمهورية اليمنية. تتبع جغرافيا لمحافظة تعز وإداريًا لمديرية شرعب الرونة. يبلغ تعداد سكانها 2615 نسمة حسب الإحصاء الذي أجري عام 2004.